# Amphistomus calcaratus
Amphistomus calcaratus är en skalbaggsart som beskrevs av Macleay 1871. Amphistomus calcaratus ingår i släktet Amphistomus och familjen bladhorningar. Inga underarter finns listade i Catalogue of Life.